# نظام حزبي أول
يُمثل النظام الحزبي الأول (بالإنجليزية: First Party System)‏ أنموذجًا عن السياسات الأمريكية المُستخدمة في التاريخ والعلوم السياسية لتحديد النظام الحزبي السياسي الذي كان مسيطرًا في تلك الفترة في الولايات المتحدة ما بين عامي 1792 و1824. تميّزت تلك الفترة بوجود حزبين وطنيين للمنافسة على السياسة، الكونغرس والولايات: أي الحزب الفيدرالي، الذي أُنشِئ من قِبَل ألكساندر هاملتون، وحزب الديمقراطية الجيفرسونية المُنشأ من قِبَل توماس جيفرسون وجايمس ماديسون، والمعروف باسم الحزب الديمقراطي. سيطر الحزب الفيدرالي لفترة وجيزة حتى عام 1800، وبعد ذلك العام، تمكّن الجمهوريون من وضع سيطرتهم على السلطة.
كتب جيفرسون في دراسة تحليلية حول النظام الحزبي المعاصر في 12 فبراير من عام 1798:
نشأ حزبان سياسيان داخل الولايات المتحدة الأمريكية، يعتقد حزب منهما بأن السلطة التنفيذية هي فرع من حكومتنا، وهي بحاجة إلى الدعم أكثر من غيرها؛ أما الحزب الآخر المشابه للحزب الموجود في الحكومة البريطانية، فهو بالفعل أقوى مما ينبغي بالنسبة للأقسام التابعة للحزب الجمهوري من الدستور؛ ولذلك، في الحالات الملتبسة، يميل كلا الحزبين إلى السلطات التشريعية: يدعى الحزب الأول باسم أنصار الفيدرالية، وأحيانًا الأرستقراطيين أو الحكام المُستبدين وأحيانًا أخرى المُحافظين، ولُقبوا بهذا الاسم انطلاقًا من الحزب المشابه في الحكومة البريطانية الذي له التعريف ذاته بالضبط: والحزب الثاني هو حزب الجمهوريين المنبوذ وحزب اليمين ونادي اليعاقبة واللاسلطوية (الأناركية) وما إلى ذلك. تُستخدم هذه المصطلحات بشكل كبير، وهي مألوفة بالنسبة لمعظم الأشخاص.
نشأ الحزبان داخل السياسة الوطنية، ولكنهما سرعان ما وسّعا جهودهما لكسب المؤيدين والناخبين في كل ولاية. ناشد أنصار الفيدرالية كل من المجتمع الاقتصادي والجمهوريين والمزارعين. وبحلول عام 1796، كانت السياسة في كل دولة شبه محتكرة من قِبَل الحزبين، إذ أصبحت الصحف والمؤتمرات الحزبية أدوات فعّالة بشكل خاص لاستقطاب الناخبين.
روّج أنصار الفيدرالية إلى النظام المالي الذي عمل عليه وزير الخزانة هاملتون، ما أكّد على تولّي الحكومة الفيدرالية لقضية الديون والتعريفات الجمركية اللازمة لسداد هذه الديون، بالإضافة إلى سيطرتهم على البنك الوطني من أجل تيسير التمويلات وتشجيع العمل المصرفي والتصنيع. عارض الجمهوريّون، الذين كانوا في الجنوب، السلطة التنفيذية القويّة، وكانوا معادين للجيش والقوات البحرية الدائمة، وطالبوا بدراسة صارمة حول السلطات الدستورية التابعة للحكومة الفيدرالية، وأيضًا عارضوا برنامج هاملتون الماليّ بشكل كبير. وتمثّل الأمر الأكثر أهمية بالسياسة الخارجية، إذ فضّل الفيدراليون بريطانيا بسبب استقرارها السياسي وارتباطها الوثيق بالتجارة الأميركية، في حين أعرب الجمهوريون عن إعجابهم بالثورة الفرنسية والمجتمع الفرنسي. كان جيفرسون يخشى، بشكل خاص، فكرة أن التأثيرات الأرستقراطية البريطانية من شأنها أن تقوّض الحزب الجمهوري. كانت بريطانيا وفرنسا في حالة حرب من عام 1793 حتى عام 1815، ولم يحدث بينهما سوى انقطاع بسيط لفترة وجيزة. تبنّت السياسة الأميركية موقفًا حياديًا، إذ كان أنصار الفيدرالية معادين لفرنسا، في حين كان الجمهوريين معادين لبريطانيا. كانت معاهدة جاي في عام 1794 بمثابة الحشد الحاسم للحزبين وأنصارهما في كل دولة. ورغم أن الرئيس جورج واشنطن غير منتمي لأي حزب رسمياً، إلا أنه دعم الحزب الفيدرالي، وبذلك جعل الحزب منه بطلًا مميزًا.
انتهى النظام الحزبي الأول خلال حقبة المشاعر الحسنة بين عامي (1816-1824)، وتقلّص الحزب الفيدرالي إلى بضعة معاقل معزولة، وفقد الجمهوريون الديمقراطيون الوحدة فيما بينهم. بين عامي 1824-1828، ومع نشوء النظام الحزبي الثاني، انقسم الحزب الديمقراطي الجمهوري إلى فصيلة تدعى الجاكسونية، والتي أصبحت بعد ذلك معروفة باسم الحزب الديمقراطي الحديث في عام 1830، وفصيلة هنري كلاي، الذي تلقى دعمه من حزب اليمين.

## الحزب الفيدرالي مقابل مناهضي الفيدرالية بين عامي (1787 – 1788)
أطلقت مجموعة من القوميين البارزين، وهم جورج واشنطن وألكسندر هاملتون وبنجامين فرانكلين (انظر اتفاقية أنابوليس)، المؤتمر الدستوري في عام 1787. وبذلك وُضِعَ الدستور الجديد الذي عُرِضَ على اتفاقيات التصديق الحكومية لأخذ الموافقة. (وافق الكونغرس الفيدرالي القديم على هذه العملية). كان جيمس ماديسون من أبرز الشخصيات حينها؛ وغالبًا ما أُشير إليه بلقب «أبو الدستور».
حرَضت المنافسة المحتدمة على التصديقات أنصار «الحزب الفيدرالي» (الذين أيّدوا الدستور، تحت قيادة ماديسون وهاملتون) «ضد مناهضي الفيدرالية» (الذين عارضوا الدستور). لكن نجح الحزب الفيدرالي في هذه المنافسة وصُدِّق الدستور. شعر مناهضي الفيدرالية بالقلق إزاء الخطر النظري الناتج عن الحكومة المركزية (مثلما الأمر في بريطانيا)، والذي يتمثّل في انتهاكهم لحقوق الدولة. لم يرغب واضعو الدستور بدخول الأحزاب السياسية، باعتبارهم مصدرًا للانقسام لاحقًا.
يتجذّر أصل المصطلح «الحزب الفيدرالي» بشكل تقريبي بين عامي 1792 – 1793، إذ يشير إلى مجموعة من التحالفات المختلفة لمؤيدي الدستور بين عامي 1787 – 1788، بالإضافة إلى مجموعة جديدة من العناصر المؤيدة وحتى أيضًا بعض المعارضين السابقين للدستور (مثل باتريك هنري). كتب ماديسون وتوسّع في الدستور، إذ كان مناصرًا للحزب الفيدرالي بين عامي 1787 – 1788، لكنه عارض برنامج مناصري هاملتون و«حزبهم الفيدرالي الجديد».